# Godzina Miłosierdzia
Godzina Miłosierdzia – modlitwa o godzinie trzeciej po południu każdego dnia, czyli w chwili konania Jezusa na krzyżu.
Jest to jedna z nowych form kultu Miłosierdzia Bożego (obok obrazu Miłosierdzia Bożego, święta Miłosierdzia Bożego, Koronki do Miłosierdzia Bożego i Szerzenia czci Miłosierdzia) przekazana przez św. Siostrę Faustynę Kowalską ze Zgromadzenia Sióstr Matki Bożej Miłosierdzia.
Według jej prywatnych objawień mistycznych Jezus prosił o modlitwę w tej godzinie i związał z nią obietnicę wszelkich łask, jeśli ta modlitwa będzie ufna i połączona z uczynkami miłosierdzia względem bliźnich.
Modlitwa w Godzinie Miłosierdzia ma spełniać określone warunki:
- ma być skierowana wprost do Jezusa,
- w błaganiach należy się odwoływać do wartości i zasług Jego bolesnej męki,
- ma być zanoszona o trzeciej po południu.

Przedmiotem modlitwy jest rozważanie męki Pańskiej w czasie drogi krzyżowej, albo w czasie adoracji Najświętszego Sakramentu, albo w jakimkolwiek miejscu o trzeciej po południu.
Fragmenty Dzienniczka św. Siostry Faustyny Kowalskiej mówiące o Godzinie Miłosierdzia:
| O trzeciej godzinie błagaj Mojego miłosierdzia, szczególnie dla grzeszników, i choć przez krótki moment zagłębiaj się w Mojej męce, szczególnie w Moim opuszczeniu w chwili konania. Jest to godzina wielkiego miłosierdzia dla świata całego. Pozwolę ci wniknąć w Mój śmiertelny smutek. W tej godzinie nie odmówię duszy niczego, która Mnie prosi przez mękę Moją... Dzienniczek św. Siostry Faustyny 1320 {Cytat} Linki zewnętrzne: "źródło".                                                                                      |
| Przypominam ci, córko Moja, że ile razy usłyszysz, jak zegar bije trzecią godzinę, zanurzaj się cała w miłosierdziu Moim, uwielbiając i wysławiając je; wzywaj Jego wszechmocy dla świata całego, a szczególnie dla biednych grzeszników, bo w tej chwili zostało na oścież otwarte dla wszelkiej duszy. W godzinie tej uprosisz wszystko dla siebie i dla innych; w tej godzinie stała się łaska dla świata całego – miłosierdzie zwyciężyło sprawiedliwość. Dzienniczek św. Siostry Faustyny 1572 {Cytat} Linki zewnętrzne: "źródło". |

## Media
- Transmisja modlitwy w Godzinie Miłosierdzia z Sanktuarium w Łagiewnikach